# Íñigo López, señor de Vizcaya

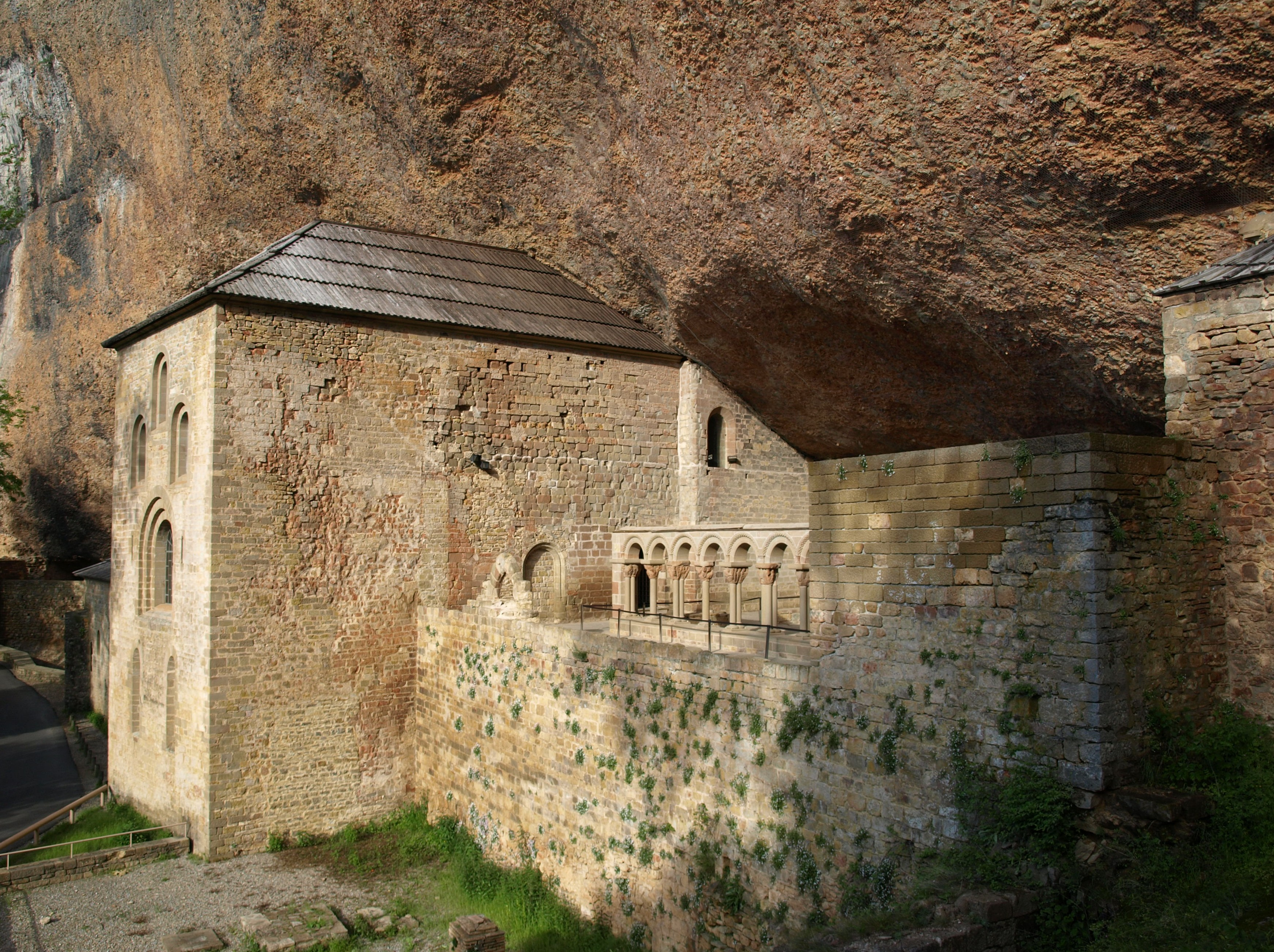
Monasterio de San Juan de la Peña al que el señor de Vizcaya realizó varias donaciones.

Íñigo López, apodado "Ezquerra" ("el Zurdo") (m. en 1076), fue el primer señor de Vizcaya. Salvo algunos intervalos, gobernó el condado vizcaíno hasta su muerte cuando fue sucedido por su hijo Lope Íñiguez, También fue tenente hasta 1075 en Nájera y en Durango (Vizcaya).

## Orígenes familiares
Aunque su filiación no ha sido confirmada, muy probablemente su origen fue navarro. La hipótesis más difundida es que haya sido hijo de Lope Velázquez, señor, junto con su hermano Galindo, de Ayala, Mena, Colindres, Baracaldo,  Uharte y Somorrostro, y quien suscribe varias escrituras del rey García Sánchez III de Pamplona, la primera de ellas la carta de arras otorgada por el rey a su mujer Estefanía en 1040, donde aparece testificando como sennior Lope Velascoz de Colindres junto a su hermano sennior Galindo Velazcoz en Mena, este último también testificando en 1051 como dominator Lanteno. 
Lope y Galindo también tuvieron otro hermano llamado García de Botaya, quien había sido monje en el Monasterio de San Juan de la Peña y había fallecido alrededor de 1057, año en el cual su hermano Lope hace una donación al citado monasterio por el alma de su hermano que había marchado sin permiso a tierras ajenas donde había fallecido. Lope Velázquez aparece en varias ocasiones confirmando documentos con el que sería su hijo, Íñigo López, y debió fallecer alrededor de 1057, la última vez que figura en la documentación.  
Íñigo López tuvo varios hermanos:
- Sancho López, quien aparece ejerciendo la tenencia de Poza en 1047 y 1049;[8]
- Fortún López,[9] quien confirma varios diplomas del rey García el de Nájera desde 1040, donde ya aparece como tenente en Tedeja, hasta 1053
- García López[6][7]
- Galindo López[6][7]
- Mencía López[6][7]

## Vida
La primera mención de Íñigo López al frente del gobierno del condado vizcaíno es del año 1040, cuando aparece confirmando un documento en el monasterio de San Millán de la Cogolla titulándose Enneco Lupiz Viscayensis, y ejerció esta tenencia durante varios periodos hasta 1076. También figura como tenente en Álava en 1030, así como en Durango en 1051. El rey Sancho Garcés IV de Pamplona, para premiar y estimular su fidelidad, en 1063 le encomendó la importante tenencia riojana de Nájera la cual ejerció hasta 1075. Después de la muerte de rey pamplonés, cuando las tierras riojanas ya estaban bajo el dominio del rey Alfonso VI de León, el gobierno de Nájera y otras plazas fue encomendado al conde García Ordóñez, esposo de Urraca, hermana del fallecido rey Sancho «el de Peñalén».
Realizó varias donaciones a monasterios, entre ellas una en 1053 de la iglesia de San Juan de Gaztelugatxe al monasterio de San Juan de la Peña.
La última vez que Íñigo López aparece en la documentación fue en 1076 cuando dona al Monasterio de San Millán de la Cogolla, por su alma y la de su mujer, la villa de Camprovín que había comprado al rey Sancho. En este documento, se refiere a sí mismo como senior Enneco Lopez, gratia Dei tocius Vizcahie comes.

## Matrimonio y descendencia
En enero de 1051, figura ya casado con Toda Fortúnez (Ortiz) quien pudo ser hija de Fortún Sánchez «Bono Patre» y su esposa Toda Garcés, hija de García Ramírez, hijo a su vez de Ramiro Garcés de Viguera, aunque también, según Ubieto Arteta, su padre pudo ser Fortún Ochoa ya que, según este historiador, Fortún Sánchez y Toda Garcés no dejaron descendencia.
Los hijos documentados de Íñigo y Toda fueron: 
- Lope Íñiguez,[16] quien sucedió a su padre como señor de Vizcaya en 1076.
- Sancho Íñiguez, fallecido alrededor o antes de 1070 según se desprende de la carta de donación de los collazos y heredades que tenían en Gorritiz, los palacios en Madariaga y otros bienes en Urrequeña, Bertandona, Gatica y Carrongodo hecha por sus padres en ese año al monasterio de San Millán de la Cogolla Senior Enneco Lopez et uxor mea Totadomna, pro anima de filio nostro Sancio Ennecones, confirmando dicha donación filios nostros Lope Ennecones et Garcia Ennecones et Galindo Ennecones [...].[17][c]
- García Íñiguez.[d]
- Galindo Iñiguez,[20] figura varias veces en la documentación, la última en 1087 en San Millán de la Cogolla, cuando se declara hijo del conde Íñigo López y entrega sus posesiones en Vizcaya, Álava y Nájera.[e]
- Fortún Íñíguez, quien, igual que su hermano García, desempeñó cargos en la corte de Pamplona cuando el rey Alfonso VI y el rey Sancho Ramírez de Aragón se repartieron los territorios después de la muerte de Sancho IV el de Peñalén.[20]